# Raoul Nanty
 (février 2023).
- Si vous ne connaissez pas le sujet, laissez ce bandeau (vous pouvez alors contacter les auteurs).
- Si vous supprimez le contenu mis en cause (vous pouvez préalablement contacter les auteurs),

argumentez précisément cette suppression dans la page de discussion
(un manque de référence n'est pas un argument ; une recherche réelle de référence doit avoir été effectuée, être formellement documentée).
Raoul Nanty, né le 11 février 1882 à Avignon et mort le 1er mai 1970 à Nancy,, est un industriel nancéien, patron de la Chocolaterie de l'Est, et un militant nationaliste français.

## Biographie

### Militaire et ancien combattant
Raoul Nanty est le fils d'un officier, Vincent Philogène Nanty, né en 1846 dans la Meuse, engagé volontaire comme simple soldat en 1864, promu lieutenant en 1870, capitaine en 1875 puis chef de bataillon en 1890, officier de la Légion d'honneur. Il meurt en 1901 à Verdun alors qu'il commandait le bureau de recrutement de cette ville. 
Cette année-là, Raoul Nanty s'engage dans l'armée et entre à l'École spéciale militaire de Saint-Cyr dont il sort en 1903 18e sur 437. Il est sous-lieutenant de chasseurs à pied en 1903 puis lieutenant en 1905. Il est admis en 1909 à l'École supérieure de guerre qui forme des officiers d'état-major. Il est promu capitaine en novembre 1914,. 
Plusieurs fois cité durant la Première Guerre mondiale,, il reçoit la croix de chevalier de la Légion d'honneur à titre militaire en décembre 1918 ; il est alors capitaine d'état-major d'une division d'infanterie. 
Il est promu commandant de réserve en 1926 et officier de la Légion d'honneur en 1937,.

### Industriel
C'est en 1927 qu'il entre au conseil d'administration de la société anonyme La Chocolaterie de l'Est de Nancy (marque Chocolat lorrain), et en devient l'administrateur-délégué puis le vice-président délégué,. L'usine est alors installée boulevard Zola à Laxou et le capital s'élève à 2 millions de francs, puis à 1,3 million. L'entreprise existe depuis la fin du XIXe siècle ; elle était détenue par Paul Evrard, fondateur de l'entreprise en 1897, et Gaston Bouvier et était installée à Nancy, au no 53 du faubourg Saint-Jean. Elle a été constituée en société anonyme (au capital de 400 000 francs) en 1913 ; Gaston Bouvier était alors l'administrateur-délégué. Ce dernier meurt à la fin de l'année 1926. 
Nanty devient vice-président de la chambre syndicale des chocolatiers de France et président de la Chambre syndicale des industries et commerces de l'alimentation de la région de l'Est en 1936. Il est l'un des orateurs d'une réunion patronale destinée à combattre en 1937 un projet de la CGT sur l'embauchage qui réduit l'autorité patronale, à l'appel de la Confédération générale du patronat français.
Il est membre du Comité central de l’organisation professionnelle (CCOP), fondé à Paris en 1936 afin de promouvoir l’idée corporatiste auprès du patronat et publie dans L'Union économique de l'Est des articles de réflexion sur l'économie et le patronat, reproduits dans la presse quotidienne régionale. Il devient l'un des vice-présidents de l'Union des chambres syndicales de l'Est.
Sous l'Occupation, il préside un comité tripartite des industries de l'alimentation à Nancy. 
Il est après la guerre l'un des trois vice-présidents de l'Office international du cacao et du chocolat, aux côtés du britannique Paul Cadbury (de l'entreprise du même nom) et du suisse Hans-Conrad Lichti (Suchard). Il est alors P-DG du Chocolat lorrain, dont le capital s'élève à 53 millions de francs et le bilan comptable à plus de 140 millions de francs.
L'entreprise est en liquidation judiciaire en 1953.

### Un engagement politique au sein de la droite «nationale»
Membre du comité de la section Croix-de-feu de Nancy, puis vice-président en juin 1933, il en devient le troisième président du printemps 1934 à la dissolution de cette ligue en 1936. Délégué régional pour la Lorraine des Croix-de-feu, il est favorable à l'union des ligues et au Front national. Il assiste ainsi au congrès des Jeunesses patriotes de Meurthe-et-Moselle en mars 1934 et à une réunion des chefs locaux des ligues en novembre, à une réunion pour commémorer les morts du 6 février 1934 en février 1935. Il semble obéir aux consignes de La Rocque et ne participe plus à ces réunions en 1935 et 1936.
Il accepte avec réticence la fonction de vice-président de la fédération de Meurthe-et-Moselle du nouveau Parti social français en août 1936 et occupe cette fonction jusqu'en 1937. C'est qu'il est devenu hostile à la personnalité et à la stratégie du colonel François de la Rocque : il se dit alors « lassé des fautes politiques et psychologiques commises depuis des années » par son chef, « un dictateur », par ses « discours inconsidérés et provocants » et son action  qui ont « cimenté le Front populaire et lui ont fourni le prétexte d'une mystique antifasciste virulente ». En outre, La Rocque « poursuit la folle idée de confisquer l'idée nationale et de réunir tous les bons Français derrière sa personne », provoquant dès lors la « division des forces nationales » alors que « le salut est dans leur harmonie, leur rassemblement ». 
Il assiste d'ailleurs aux réunions du Rassemblement national lorrain (RNL) en 1936, rejoint son comité directeur  en 1937, anime un éphémère Centre d'informations économiques et sociales fondé par le RNL début 1938, préside le second congrès du RNL en 1938, et rompt avec le PSF, sans éclat. 
Il se tient à l'écart de la politique durant l'Occupation, se contentant de participer en 1942 à une souscription visant à offrir au maréchal Pétain une épée d'honneur en cristal.

## Sources
- Jean-François Colas, Les Droites nationales en Lorraine dans les années 1930 : acteurs, organisations, réseaux, Thèse de doctorat, Université de Paris X-Nanterre, 2002
- Jacques Nobécourt, Le colonel de La Rocque 1885-1946 ou les pièges du nationalisme chrétien, Paris, Fayard, 1996, p. 526-528